# 삼례 (영화)
"삼례"는 2016년에 개봉한 대한민국의 영화이다. 영화 속 장소의 배경은 전라북도 완주군 삼례읍이다. 제16회 전주국제영화제에서 전주시네마프로젝트로 선정되어 상영되었다. 

## 캐스팅
- 이선호 : 승우 역
- 김보라 : 희인 역
- 이용녀 : 희인 할머니 역
- 권재현 : 희인 오빠 역
- 고관재 : 삐딱남 역
- 노시홍 : 닭집 주인 역
- 이채령 : 닭집 안주인 역
- 김현철 : 피디 역
- 김도담 : 조감독 역
- 유소현 : 섹시녀 역
- 송영숙 : 모텔 주인 역
- 김동준 : 어린 승우 역
- 김재영 : 취객 1 역
- 이도윤 : 취객 2 역
- 안태혁 : 취객 3 역
- 장종례 : 광장식당 주인 역
- 손영주 : 광장식당 딸 역
- 안젤라 : 수녀님 김 역
- 원정 : 스님 역
- 한민정 : 향우식당 주인 역
- 손영주 : 향우식당 딸 역
- 박상규 : 버스기사 역
- 유가영 : 오디션배우 역
- 정희주 : 오디션배우 역
- 이루다 : 오디션배우 역
- 한현진 : 오디션배우 역
- 강산에 : 라이브 가수 역 (우정출연)
- 오동진 : 모텔 중년남 역 (우정출연)
- 편상욱 : 앵커 역 (우정출연)
- 정아윤 : 화가 역 (우정출연)
- 정연호 : 화가 남동생 역 (우정출연)
- 남미정 : 승우 엄마 역 (우정출연)
- 이걸기 : 승우 친구 역 (우정출연)